# Max Morrow
Max Morrow (né le 7 janvier 1991 à Toronto) est un acteur canadien. Il est connu pour ses rôles dans Connor, agent très spécial, Monk en tant que Benjy Fleming, Les Souliers de Noël et Et Dieu créa Sœur Mary.

## Filmographie
- 2000 : Le père Noël a disparu (Santa Who?) (Téléfilm) : Zack Dreyer
- 2002 : Monk (saison 1 (sauf le 1er épisode) : Benjy Fleming